# Distretto di Gokwe sud
Il Distretto di Gokwe sud è uno dei 8 distretti che compongono la Provincia delle Midland.
Secondo il censimento dello ZIMSTAT del 2022, in questo distretto abiterebbero 317.554 persone.

## Demografia
| Anno (censimento) | Popolazione |
| ----------------- | ----------- |
| 2002              | 275.917     |
| 2012              | 305.982     |
| 2022              | 317.554     |